# Desaparición de Steven Koecher
Al mediodía del 13 de diciembre de 2009, Steven Koecher (nacido el 1 de noviembre de 1979) salió de su coche, aparcado al final de un callejón sin salida en el barrio Anthem de Henderson, Nevada, Estados Unidos, una acción grabada por la cámara de seguridad de una casa cercana. Después de regresar poco después, cogió algo del vehículo y se alejó, con otra cámara de seguridad que captaba su reflejo en la ventanilla de un coche. No se le ha visto desde entonces, aunque se registró alguna actividad en su teléfono móvil durante los dos días siguientes
La ausencia de Koecher de su casa, trabajo y actividades de la iglesia en St. George, Utah, no se notó durante varios días; finalmente, la asociación de propietarios de Anthem, donde había aparcado, se puso en contacto con su empleador y luego con sus padres acerca del coche abandonado y se denunció su desaparición. La policía tenía pocas pistas al principio, ya que parecía que tenía la intención de volver a St. George y no parecía estar involucrado en ninguna actividad delictiva. La razón de su viaje a la zona de Las Vegas ese día nunca se ha determinado; su familia cree que estaba buscando trabajo ya que no podía pagar el alquiler completo de su apartamento con el trabajo que tenía. Las búsquedas en el área alrededor de donde fue visto por última vez no arrojaron ninguna evidencia.
Una investigación adicional encontró recibos de tarjetas de crédito y teléfonos celulares y declaraciones de testigos que muestran que en la semana anterior a su desaparición, Koecher había estado conduciendo grandes distancias alrededor de Utah y Nevada, incluyendo casi 1,100 millas (1,800 km) en un día. El propósito de estos viajes también es desconocido; en uno se detuvo para visitar a los padres de una exnovia y almorzó en su casa.
Josh Powell, un hombre de West Valley City sospechoso de asesinato en la desaparición de su esposa Susan una semana antes de la de Koecher, argumentó junto con su padre y su hermano que los dos casos estaban relacionados, sugiriendo que los dos estaban involucrados románticamente y habían huido juntos. Tanto la familia de Susan Powell como la de Koecher han rechazado esa teoría. El caso de Koecher ha sido objeto de un episodio de la serie Desaparecidos del canal Investigation Discovery

## Antecedentes
Koecher nació en 1979 en Amarillo, Texas, uno de los cuatro hijos de Rolf y Deanne Koecher. Estuvo en los Boy Scouts, llegando a ser Eagle Scout. Después de graduarse de la escuela secundaria de Amarillo en 1998, Koecher, un devoto mormón, asistió primero al Ricks College (ahora Brigham Young University-Idaho) y más tarde a la Universidad de Utah, donde recibió un título en comunicaciones. Hizo su trabajo misionero en el Brasil y aprendió a hablar portugués..
Después de la universidad, hizo una pasantía en la oficina del gobernador del estado durante nueve meses. Un año y medio después, fue a trabajar para el Davis County Clipper, un periódico quincenal con base en Bountiful editado por su padre, como corresponsal. Permaneció allí durante otro año y medio, con algunos artículos en los que trabajó recibiendo premios de la Asociación de Prensa de Utah.
En 2007 comenzó a trabajar en la división de publicidad digital del Salt Lake Tribune. Le gustaba el trabajo, según su madre, pero no trabajaba en el turno de noche. Las muchas inversiones de temperatura en el área de Salt Lake City ese invierno también le molestaban, así que después de un año decidió dejar su trabajo en el periódico y reubicarse en St. George, en la cálida zona suroeste del estado.
Al principio trabajó en otra empresa de publicidad en Internet, Matchbin, pero ese empleo terminó poco después de que se trasladara. Con la Gran Recesión en marcha, fue difícil para él encontrar un nuevo trabajo. Pudo encontrar trabajo en una empresa local de lavado de ventanas, repartiendo folletos para ello. No le proporcionó suficientes ingresos para cubrir sus gastos, y en noviembre de 2009 estaba varios meses atrasado con el alquiler. Greg Webb, el presidente de la sala de solteros, afirma que la compañía eléctrica local amenazaba con cancelar el servicio de Koecher por falta de pago, aunque su madre dice que eso habría sido responsabilidad del propietario. Así que buscaba activamente otro trabajo, usando las conexiones del barrio donde era voluntario.

### 10-12 de diciembre de 2009
El 10 de diciembre de 2009, Koecher aparentemente dejó St. George en las primeras horas de la mañana y condujo en su Chevrolet Cavalier de 2003 unas 300 millas (480 km) hacia el norte por la Interestatal 15 hasta Salt Lake City, donde repostó algo de gasolina con una tarjeta de débito. Luego viajó hacia el oeste por la Interestatal 80 otras 125 millas (201 km) hasta West Wendover, Nevada, donde se salió de la autopista para repostar. Después de eso continuó otros 160 km hasta el rancho Ruby Valley de la familia Neff.
Koecher había salido con Annemarie Neff y visitó el rancho; le dijo a sus padres, que no lo esperaban, que pensaba pasar a verla. Ella no estaba allí, pero los Neff le sirvieron el almuerzo a Koecher de todos modos. Les dijo que iba de camino a visitar a su familia en Sacramento, California, pero que no estaba seguro de poder seguir en esa dirección debido al mal tiempo. Después de dos horas se fue, y decidió volver a St. George por el mismo camino que había venido, parando para repostar gasolina de nuevo en Salt Lake City y Springville, seguido de una cena en un Nephi Taco Time. Para cuando Koecher regresó a casa había conducido casi 1.100 millas (1.800 km).
Durante el día Koecher habló con su madre por teléfono. Los dos hablaron de sus planes para regresar a la casa de la familia Bountiful para Navidad. Deanne dijo que parecía optimista sobre las próximas vacaciones y sus perspectivas de trabajo a pesar de sus dificultades financieras. No le dijo nada de su viaje por carretera ese día.
Al día siguiente, mientras repartía propaganda para su empleador, Koecher se encontró con dos jóvenes que, sin querer, se habían quedado fuera del apartamento de su familia. Al enterarse de su situación, intentó llamar a su madre. Cuando ella no respondió, buscó a alguien en el vecindario que pudiera acogerlas temporalmente, hasta que llegara alguien que las dejara entrar en la casa de su familia.
En algún momento del mismo día, Koecher habló con el obispo de su barrio, quien también describió el estado de ánimo de Koecher como positivo. El obispo también trataba de ayudarlo, y le había prometido a Koecher que tendría un trabajo disponible a principios de 2010.
El 12 de diciembre, Koecher se puso en marcha de nuevo. Esa mañana, su teléfono hizo un ping a una torre de telefonía cerca de Overton, Nevada, en el extremo norte del lago Mead. Por la noche compró gasolina y aperitivos en una tienda en Mesquite, Nevada, a lo largo de la I-15 justo sobre la línea del estado de Arizona. Tres horas después de su compra en Mesquite, Koecher compró un babero y galletas, que se cree eran regalos de Navidad para su hermano y su familia, cuyos nombres había dibujado en el intercambio anual de regalos de Navidad, en un supermercado Kmart a las afueras de St. George.

## Desaparición
Un vecino de Koecher recordó haberlo visto regresar a su apartamento alrededor de las 10 p. m. Media hora después, se fue de nuevo; aunque no se lo vio regresar más tarde esa noche, era posible que lo hubiera hecho. A la mañana siguiente, el 13 de diciembre, Webb, el presidente de la sala de solteros, llamó a Koecher, diciendo que volvía de Las Vegas y temía que no llegara a St. George a tiempo para el servicio de las 11 a. m., preguntando si Koecher podría dirigirlo en su ausencia. Koecher dijo que él también estaba en el área de Las Vegas, a 240 km de distancia, pero que volvería a casa si era necesario. Webb le dijo que no se preocupara y que intentaría volver a tiempo. Otro miembro del barrio llamó de nuevo más tarde esa mañana con una petición similar, pero desistió también cuando Koecher le dijo dónde estaba. Ni él ni Webb le preguntaron a Koecher por qué había ido a la zona de Las Vegas esa mañana; no encontraron nada inusual en sus conversaciones con él.
 A las 11:54 a. m., una cámara de seguridad en la Avenida Savannah Springs en Sun City, una comunidad de jubilados en la urbanización Anthem en el sur de Henderson, graba Koecher conduciendo su automóvil por la urbanización hasta el callejón sin salida donde fue encontrado más tarde. Seis minutos más tarde, una figura que parece ser Koecher (su familia cree que es él), con una camisa blanca y pantalones, camina en dirección contraria por la acera de enfrente, llevando en una mano algo que parece ser una carpeta o un portafolio. Poco después, otra cámara de seguridad en un garaje de la calle Evening Lights adyacente captó su reflejo mientras caminaba hacia el norte. Koecher no ha sido visto desde entonces.
El teléfono de Koecher permaneció activo. Alrededor de las 5 p. m. de ese día, hizo sonar una torre en la intersección de Arroyo Grande Boulevard y American Pacific Drive, a más de 16 km al noreste de donde había aparcado. Dos horas después, hizo ping a otra torre cerca de la subdivisión del rancho Whitney de Henderson, 3,2 km al norte del ping anterior. Temprano a la mañana siguiente, el teléfono hizo un ping a una torre en el intercambio entre la Interestatal 515/U.S. Route 93 y Russell Road, dos millas más al norte. El casero de Koecher envió un mensaje de texto, y una hora más tarde se usó para revisar el buzón de voz de Koecher. El teléfono permaneció en la vecindad de esa torre durante los dos días siguientes, lo que sugiere que su batería se agotó, y no ha habido actividad desde entonces.
Un día después de ese último ping, la policía del estacionamiento de la asociación de propietarios de Sun City tomó nota del coche al final del callejón sin salida de Savannah Springs e intentó encontrar a su dueño. A través de las ventanas vieron uno de los folletos que Koecher había estado distribuyendo para la compañía de lavado de ventanas en St. George y llamaron a su número. Finalmente hablaron con el dueño, quien les dio el número del celular de Koecher, donde dejaron un mensaje de voz. Más tarde llamaron a su madre; ella les devolvió la llamada el 17 de diciembre y, al darse cuenta de que nadie más de la familia había hablado con él en una semana y al no poder localizarlo, denunció su desaparición. El hermano y la hermana de Koecher condujeron hasta St. George desde la zona de Salt Lake City para iniciar la búsqueda.

## Investigación
La familia Koecher fue a las cárceles, morgues y hospitales del área de Las Vegas buscándole. En un momento dado, cuando los empleados de una Casa Internacional de Panqueques les dijeron que un hombre que encajaba en la descripción de Koecher había comido allí durante tres semanas seguidas, ellos mismos comieron allí durante cuatro noches. Otro empleado les dio una descripción más detallada del hombre y sus hábitos alimenticios, lo que llevó a los Koechers a concluir que no era Steven.
La Policía Metropolitana de Las Vegas (LVMPD) investigó las casas del vecindario donde el Cavalier había sido estacionado. Con la ayuda de voluntarios, usaron helicópteros, vehículos todo terreno y perros. Para Navidad, los medios de comunicación en Salt Lake City y Las Vegas habían comenzado a publicar la historia. Una lechería local puso la foto de Koecher en un cartón de leche, y la LVMPD puso un video con información sobre el caso en su canal de YouTube.
En abril de 2010, otro grupo de buscadores recorrió el desierto al sur del Aeropuerto Ejecutivo de Henderson, al oeste de donde Koecher había aparcado, en respuesta a una pista transmitida a un antiguo agente de la policía de Las Vegas que trabajaba como investigador privado para la familia. Un grupo de 70 personas cubrió un tramo de media milla (1 km) en dos horas. Se encontraron fragmentos de hueso, pero no eran humanos.
Rolf Koecher, el padre de Steven, murió en febrero de 2011 después de una breve enfermedad que puede haber sido el síndrome de choque tóxico. Rolf había terminado recientemente, con su esposa y su familia, de filmar un episodio del programa Disappeared del canal de cable Investigation Discovery sobre el caso de Steven. Salió al aire dos meses después.
Un primo de los Koechers comenzó una página de Facebook dedicada al caso. Generó no solo algunos consejos sino sugerencias de cómo investigar más a fondo. Los miembros del foro de Internet de WebSleuths también se ocuparon del caso; reunieron una cronología de los acontecimientos del caso basada en los reportajes de los periódicos y los mensajes en los medios sociales de la familia y los amigos
En 2015, un grupo local de búsqueda y rescate organizó otra tentativa, esta vez revisando las colinas al sur de Anthem, en una teoría diferente de lo que Koecher podría haber estado haciendo. No encontraron nada.

## Teorías
"Hemos considerado todas las posibilidades. Pero cada posibilidad tiene una contradicción. ¿Es plausible que alguien esté caminando por la calle y de repente se haya desvanecido? Todas las pistas son consistentes con eso, pero no es posible" Rolf Koecher

La familia de Koecher cree, dadas sus circunstancias financieras de entonces, que Steven había ido a Henderson esa mañana por una oportunidad de trabajo. A pesar de la extraña ubicación donde aparcó su coche, en el vídeo el bien vestido Koecher camina con un propósito, lo que sugiere que sabía a dónde iba y para qué iba allí. "No parece confundido ni aturdido", dijo Dallin, el hermano de Steven, en 2018.
Pero más allá de eso, no hay evidencia que sugiera lo que sucedió después, ni ha surgido nada posteriormente que pudiera llevar a saber qué pasó. "Sabemos tanto ahora como cuando nos dimos cuenta de que se había ido", dijo el detective de la policía de St. George a cargo del caso en 2018. A pesar de las dificultades de Koecher, su familia no cree que eligiera desaparecer voluntariamente para escapar de ellas, o quitarse la vida. Deanne Koecher dijo que en su última conversación con él, el 10 de diciembre, se mostró optimista sobre su capacidad para encontrar otro trabajo y que ambos estaban haciendo planes para su visita de Navidad a casa.
El automóvil y su contenido también sugieren que Koecher pretendía regresar a San Jorge. Rolf Koecher dijo que funcionaba bien y que el tanque de gasolina estaba medio lleno cuando llegó el 17 de diciembre después de que la autoridad de estacionamiento de Sun City llamara a su esposa por el auto. En el coche estaban los regalos de Navidad que Steven había comprado para su hermano y su familia en KMart el día anterior, así como las solicitudes de empleo y los folletos de su empleador que habían ayudado a la autoridad de estacionamiento a encontrar a sus padres. En el apartamento de Koecher, su ropa y posesiones permanecían donde las había guardado y no habían sido revueltas ni empacadas.
El inusual, y en su mayor parte inexplicable, viaje de Koecher en los días anteriores a su desaparición ha llevado a suponer que pudo haber recurrido a algún tipo de actividad ilícita para obtener ingresos. Se llevó un perro rastreador de drogas para olfatear al automóvil pero no alertó sobre nada. Otro vehículo que se ve en las imágenes de la cámara de seguridad circulando por la calle a la hora en que Koecher aparcó y se alejó de su coche fue investigado, y resultó ser un agente inmobiliario local que mostraba una casa en la zona.
Las comprobaciones del historial financiero y los registros telefónicos de Koecher no revelaron nada inusual aparte de los viajes. Un solo cargo a su tarjeta de crédito desde la desaparición fue un cargo automático hecho a la compañía de alojamiento web GoDaddy como consecuencia de sus días en Matchbin. Un número de teléfono desconocido resultó ser la familia de las dos chicas a las que Koecher había ayudado a volver a entrar en la casa de un familiar el día antes de que se fuera a Las Vegas.
Una búsqueda en su ordenador y en su historial de navegación por Internet no encontró nada inusual. Los investigadores también revisaron su historial de préstamos en la biblioteca de St. George y no encontraron nada allí que sugiriera alguna pista inexplorada. Koecher llevaba un diario, pero no registró ningún problema en su vida en el momento de su desaparición más allá de sus problemas monetarios y su soltería en curso, ninguno de los cuales creía que duraría mucho más tiempo.
La familia tampoco considera que el viaje de Koecher sea particularmente inusual. Una de sus razones para mudarse a San Jorge fue para investigar la historia familiar en esa zona; a menudo iba a los cementerios en busca de las tumbas de los antepasados. Su madre cree que los viajes eran su forma de mantenerse ocupado a pesar de su subempleo.
Aunque no hay pruebas que sugieran que Koecher fue asesinado o secuestrado, ni la policía de St. George ni la de Henderson han encontrado pruebas que eliminen esa posibilidad. "No hay nada que nos haga sospechar", dijo un detective del antiguo departamento al Las Vegas Review-Journal. "Pero al mismo tiempo, es una situación extraña".

### Conexión teórica con la desaparición de Susan Powell
Koecher desapareció una semana después de que Susan Powell fuera reportada como desaparecida de su casa en el suburbio de Salt Lake City en West Valley City. Este último caso recibió mucha más atención de los medios de comunicación, ya que las sospechas se centraban en su marido, Josh, con quien había tenido dificultades matrimoniales. La noche después de que un vecino la viera por última vez en la casa de la familia, su marido se había marchado después de medianoche para llevar a los dos hijos de la pareja a acampar en el condado de Tooele. Los oficiales de policía que vinieron a investigar a la mañana siguiente después de que Susan no dejara a sus hijos en la guardería forzaron la entrada a la casa y encontraron dos ventiladores soplando hacia un lugar húmedo de la alfombra
Al principio de la investigación de Koecher, se publicaron en Internet y se señalaron a la atención de la familia pistas que sugerían una conexión entre las dos desapariciones. En 2010, la familia de Josh Powell comenzó a hacer públicas esas denuncias, afirmando en un sitio web que habían creado para encontrar a Susan, que con la ayuda de su familia, Susan había incriminado a su marido por asesinato y había escapado con Koecher. Steven Powell, el padre de Josh, esbozó la teoría en una carta de febrero a la policía y a los agentes del FBI que investigaban el caso de su nuera.
La policía investigó la conexión, pero no encontró nada que la respaldase. Un amigo de la familia Koecher que para el 2011 había asumido la gestión de la página de Facebook de Koecher llamó a las acusaciones, que salían frecuentemente en los posts de la misma, "tonterías". Josh Powell se mudó a Washington, donde murió junto con sus hijos en un asesinato-suicidio en 2012; su padre, que había sido condenado por pornografía infantil y voyeurismo después, entre otras cosas, de que se encontraran en su ordenador fotos explícitas que había tomado en secreto a Susan, murió en 2018, un año después de terminar su condena
Otras personas desaparecidas que fueron vistas por última vez solas por cámaras de seguridad.
- Lars Mittank
- Brian Shaffer